# Thuidium paraguense
Thuidium paraguense là một loài rêu trong họ Thuidiaceae. Loài này được Besch. mô tả khoa học đầu tiên năm 1891.